# 国家警察 (1941-1945年)

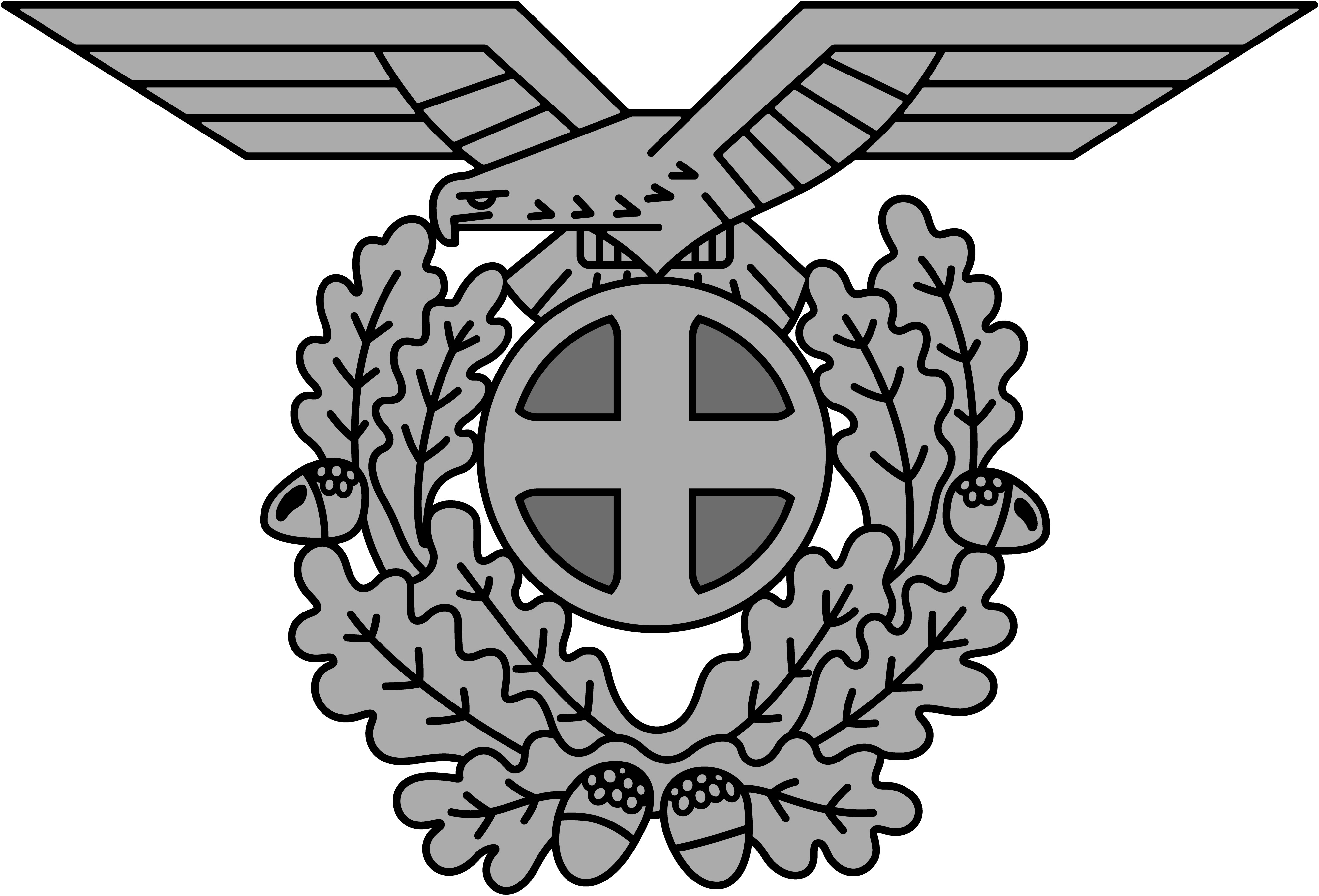
國家警察的徽章

国家警察是一支挪威纳粹主义武装警察力量，由挪威人组成，按納粹德國的警察模式组建、运转，存在于1941-45年间。国家警察與挪威普通警察。1941年6月1日，當時恰好挪威被德国占领，国家警察成立。1944年時，国家警察共有350名雇员，另外还有大量编外人員。德国于1945年5月8日投降，国家警察即刻解散。一些前国家警察人员被逮捕，一些人被判处死刑並被處決。